# Wolfgang Bäseler

Wolfgang Bäseler

Wolfgang Bäseler (* 29. November 1888 in Arnstadt; † 14. August 1984 in Gauting) war ein deutscher Eisenbahn-Ingenieur.

## Leben
Bäseler war der Sohn eines bei der (königlich preußischen) Eisenbahndirektion Erfurt tätigen Ingenieurs, der 1891–1893 die Bahnstrecke Arnstadt–Saalfeld mit dem Viadukt über die Ilm baute. Bäseler studierte von 1906 bis 1911 an der Technischen Hochschule Aachen und der Technischen Hochschule München und begann anschließend seinen Vorbereitungsdienst ebenfalls bei der Eisenbahndirektion Erfurt, wo er als Regierungsbauführer (Referendar in der öffentlichen Bauverwaltung) beim Bahnbau beschäftigt wurde. Am 9. Juli 1913 promovierte er zum Doktor-Ingenieur. Im Ersten Weltkrieg wurde er im Feldeisenbahndienst eingesetzt. Am 27. Oktober 1914 wurde Bäseler in Erfurt mit Else Winkelmann kriegsgetraut; sie war die Tochter des Jenaer Rektors und Physikprofessors Adolf Winkelmann und dessen Ehefrau Mimi Winkelmann geb. Sträter aus Aachen. Aus der Ehe gingen drei Töchter hervor.
Nach Kriegsende übernahm er die Bauleitung der Oberweißbacher Bergbahn, mit der er der notleidenden Bevölkerung in einigen Gemeinden auf den Höhen des Thüringer Schiefergebirges die Beförderung der von ihnen benötigten Rohstoffe und der von ihnen hergestellten Waren ermöglichen wollte. Er sah den Bau dieser technisch einzigartigen Bergbahn lebenslang als seine beste Leistung an. 1924 zum Regierungsbaurat ernannt, erfand er im selben Jahr die Optische Zugsicherung (OPSI-Sicherungssystem) für Hauptbahnen und bekam ein Jahr später die Leitung eines Entwicklungsbüros der damaligen Deutschen Reichsbahn-Gesellschaft (DRG) in München übertragen, wo er in freier Forschung tätig sein konnte. Nach dem Zweiten Weltkrieg lehrte er – vertretungsweise – das Fach Eisenbahnwesen an der Technischen Hochschule München; 1945 wurde er zum Honorarprofessor ernannt. Als Vorstand der Studiengesellschaft für den Kombinierten Verkehr entwickelte er weitere Ideen und Vorschläge.
1991 wurde in Arnstadt eine Straße nach ihm benannt.

## Erfindungen und Vorschläge

### Antriebs- und Fördersystem der „Oberweißbacher Bergbahn“
Anstelle anderer Lösungen (z. B. Zahnradbahn) realisierte Bäseler zusammen mit dem Saarbrücker Unternehmen Heckel eine Standseilbahn mit zwei verschiedenartigen Wagen: einem üblichen gestuften Standseilbahnwagen (für Personenbeförderung) und am anderen Ende des Zugseils einem keilförmigen Transportwagen mit ebener Ladefläche. Letzterer kann übliche Güter- oder Personenwagen über die Steilstrecke transportieren. Somit ist die Oberweißbacher Bergbahn die steilste Bahn der Welt für normale Eisenbahnwagen. Über die technischen Besonderheiten dieser Bergbahn staunten die Spezialisten des Schweizer Bergbahnbaus, welche die Oberweißbacher Bergbahn 2002 komplett renovierten, laut Hans Borchert „regelrecht Bauklötze“.

### Förderanlage nach „Bäseler-Heckel“
1925 wurde ein gleisfreies Rangier-Seilwindensystem nach Bäseler-Heckel von der Reichsbahndirektion München für den Bahnhof München-Ost beim Unternehmen Heckel (Saarbrücken / Achern) bestellt. Dieses System war patentiert. Eine weitere Anlage wurde für Bremen-Gröpelingen (Reichsbahndirektion Hannover) geplant, aber nie gebaut. Die Carlshütte AG errichtete im selben Zeitraum eine solche Anlage in ihrem Werk im niederschlesischen Waldenburg-Altwasser.

### Kreuzungsweiche Bauart „Bäseler“

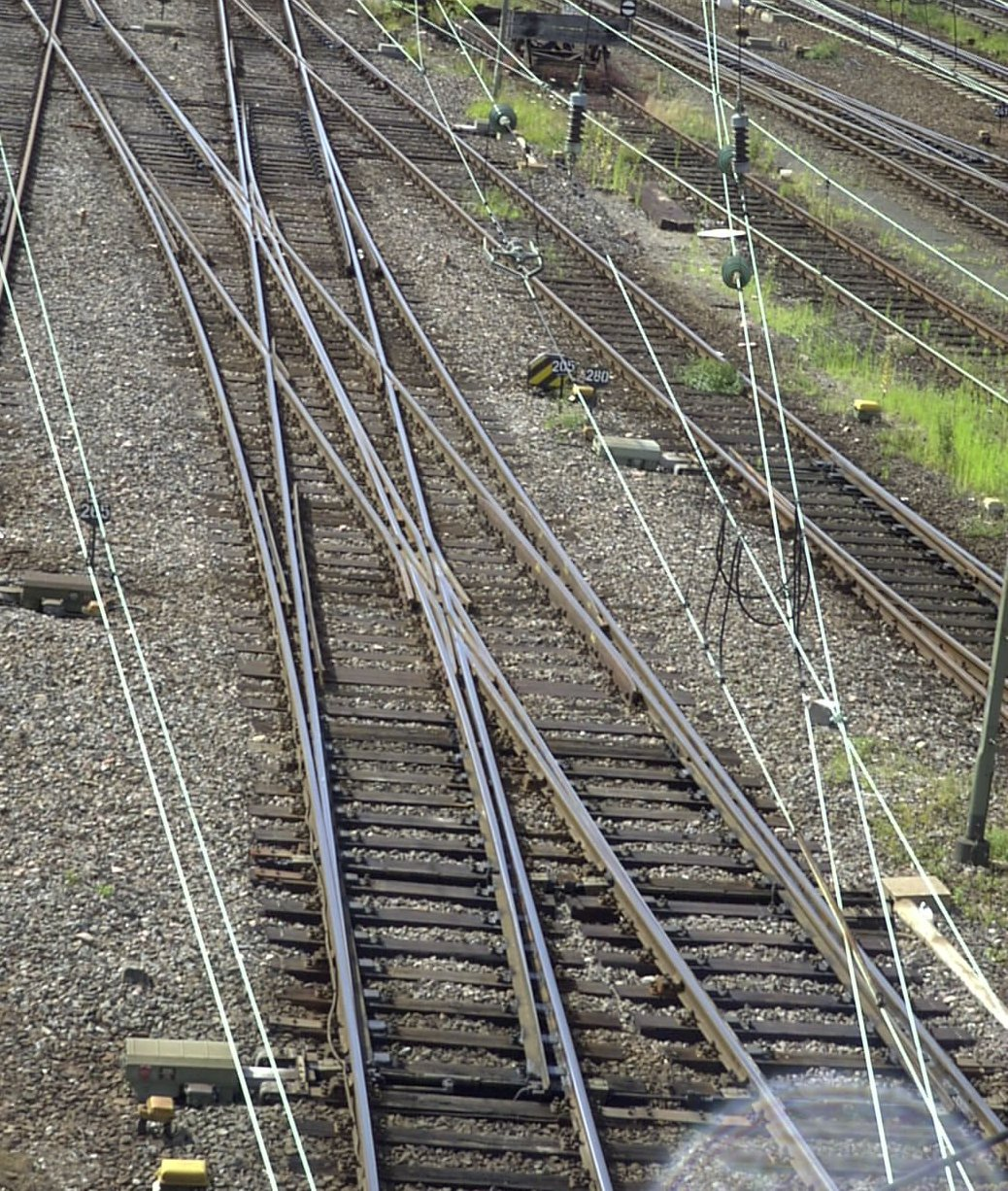
Doppelte Kreuzungsweiche System „Bäseler“ am Westkopf des Bahnhofs Heidelberg

Die Bauart „Bäseler“ ermöglicht im Gegensatz zu üblichen Kreuzungsweichen einen größeren Radius des Abzweiggleises und kann daher mit höheren Geschwindigkeiten befahren werden. Dies wird erreicht, in dem die Zungen außerhalb des „Kreuzungsvierecks“ liegen. Bei den in Deutschland und Österreich üblichen Weichenformen erlaubt der Zweiggleisradius von 500 m ein Befahren mit 65 km/h, im Gegensatz zu 40 km/h der Kreuzungsweichen mit innenliegenden Zungen. Die Ausführung ist als einfache und doppelte Kreuzungsweiche möglich. Wie bei allen Kreuzungsweichen wird der Einbau heute möglichst vermieden, da der Wartungsaufwand höher ist als bei entsprechenden einfachen Weichen.

### OPSI-Sicherungssystem
Zur Sicherung der Fahrwege auf schnellbefahrenen Bahnstrecken entwickelte Bäseler ab 1924 zusammen mit dem Unternehmen Carl Zeiss in Jena ein optisches System mit Lichtschranken als Steuerungsmittel. Es konnte sich gegen das auf Magnetresonanzbasis arbeitende INDUSI-System der damaligen Vereinigten Eisenbahn-Signalwerke (VES) nicht durchsetzen, das heute noch als Norm in Deutschland und Österreich verwendet wird.

### Wirbelstrombremse
Eine wichtige Erfindung Bäselers war die Weiterentwicklung der Wirbelstromgleisbremse, zu der ihm schon während seines Studiums die Idee kam, und die er dann auf der ersten großen Deutschen Verkehrsausstellung 1925 in München vorführte.

### Kombinierter Verkehr
Das Thema des „Kombinierten Verkehrs“ beschäftigte Bäseler von seiner Studienzeit bis in sein hohes Alter. Schon als Student entwickelte er Ansätze zum „Behälterverkehr“, die er sein Leben lang weiter verfolgte. 1962 kam die „Rollbahn“ dazu. Ziel des kombinierten Verkehrs ist es, „alle inner- und zwischenbetriebliche Transporte über verschiedene Verkehrsarten zu einem Gesamtförderungsvorgang (durchgehende Transportkette) zu verbinden“.

#### Behälterverkehr
Für den Behälterverkehr heißt das „die völlige Neuformierung des Eisenbahngüterverkehrs auf der Basis des allgemein- oder doch möglichst allgemein-angewandten Behälters, und zwar vor allem durch Wegfall des Rangierens“. Diese Neuformierung würde es ermöglichen, dass die Güter ein-, aus- und umsteigen wie die Personen.

#### Rollbahn
Die „Rollbahn“ sollte vor allem der Entlastung des Fernverkehrs auf den Autobahnen dienen. Sie war zunächst nur für sehr stark frequentierte Fernverbindungen zwischen großen Verkehrsknotenpunkten gedacht. Zwischen solchen Verkehrsknotenpunkten sollte ein neues Breitspur-Schienennetz mit eigenen Bahnhöfen am Rand der Großstädte entstehen, an denen die Autofahrer in ihren Kraftfahrzeugen in zielreine, möglichst im Minutentakt verkehrende, sehr schnelle Züge einfahren konnten, die sie ohne oder fast ohne Unterwegsaufenthalte an den gewünschten fernen Verkehrsknotenpunkt bringen sollten, und das preiswert.

### Feder zur Schienenbefestigung

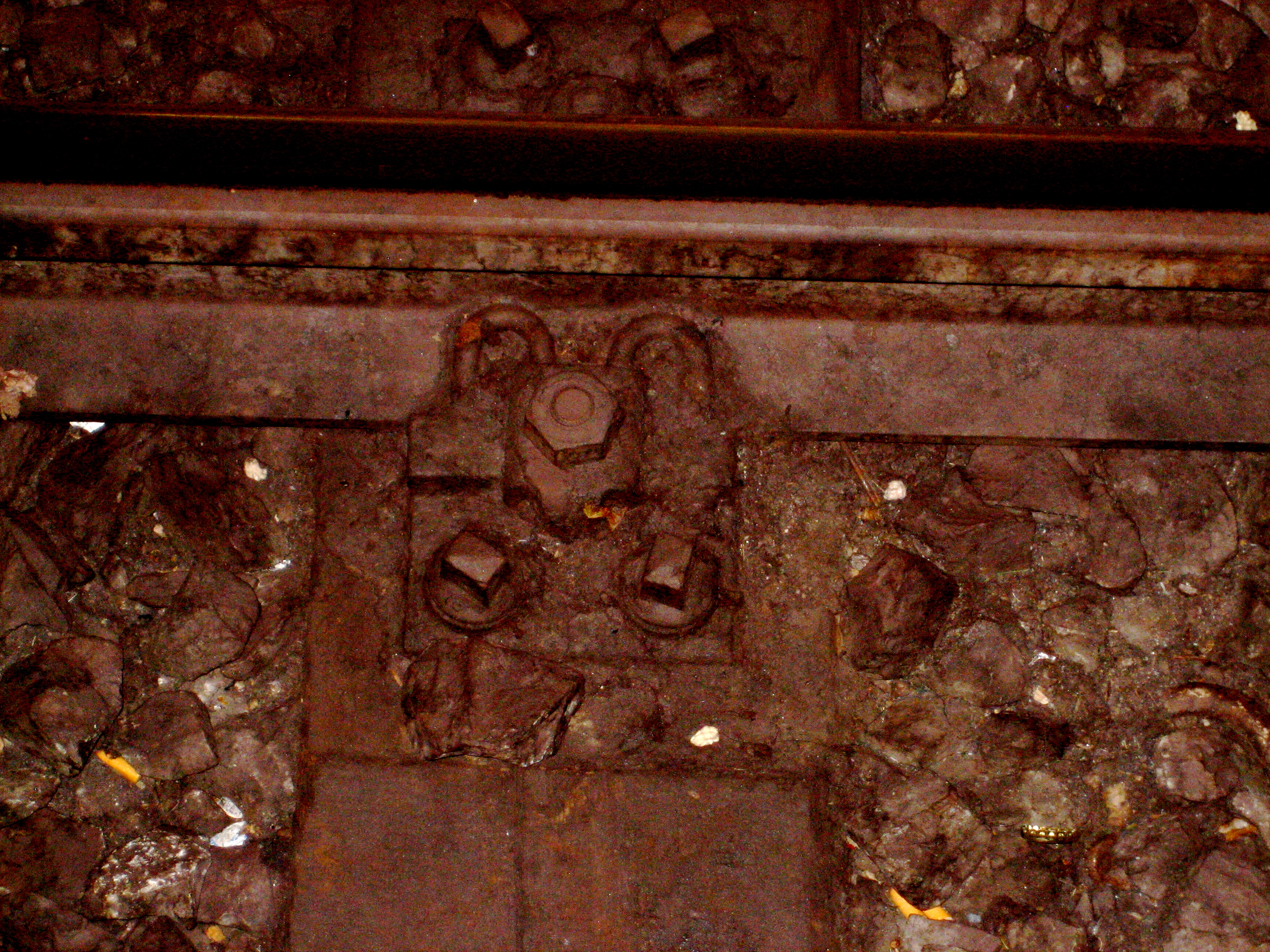
Bäseler Feder im Münchener Hauptbahnhof

Im Alter entwickelte Bäseler noch eine Feder zur Befestigung der Schiene an der Schwelle, die von dem Unternehmen Schmitthelm in Heidelberg hergestellt und z. B. bei der U-Bahn in München eingebaut wurde.

### „Booster“-Antriebe bei der Zugförderung
Bäseler schlug vor, den Lokomotiven auf Steigungsstrecken unbemannte „Booster“-Antriebseinheiten mitzugeben, um die Leistungsfähigkeit der Strecken zu erhöhen. In den USA wurden solche Zusatzantriebe gelegentlich verwendet (in Dampflokomotiven integriert oder als selbständige „B-Unit“ bei Diesellokomotiven). In Europa fand die Idee keinen Anklang.

### Eisenbahnfahren als Sport
Bäseler war begeisterter Eisenbahner und überraschte seine Umwelt auch häufiger mit unkonventionellen Ideen. Sogar in der Fachliteratur warb er für sein Verständnis des Eisenbahnfahrens, besonders vom Führerstand eines Triebfahrzeugs aus.